# Linia kolejowa nr 613
Linia kolejowa nr 613 – magistralna, jednotorowa, zelektryfikowana linia kolejowa łącząca stację Żurawica ze stacją Hurko.
Linia została w całości ujęta w kompleksowej i bazowej towarowej sieci transportowej TEN-T. Umożliwia prowadzenie ruchu towarowego z kierunku Muniny w stronę Medyki z pominięciem Przemyśla.

## Galeria

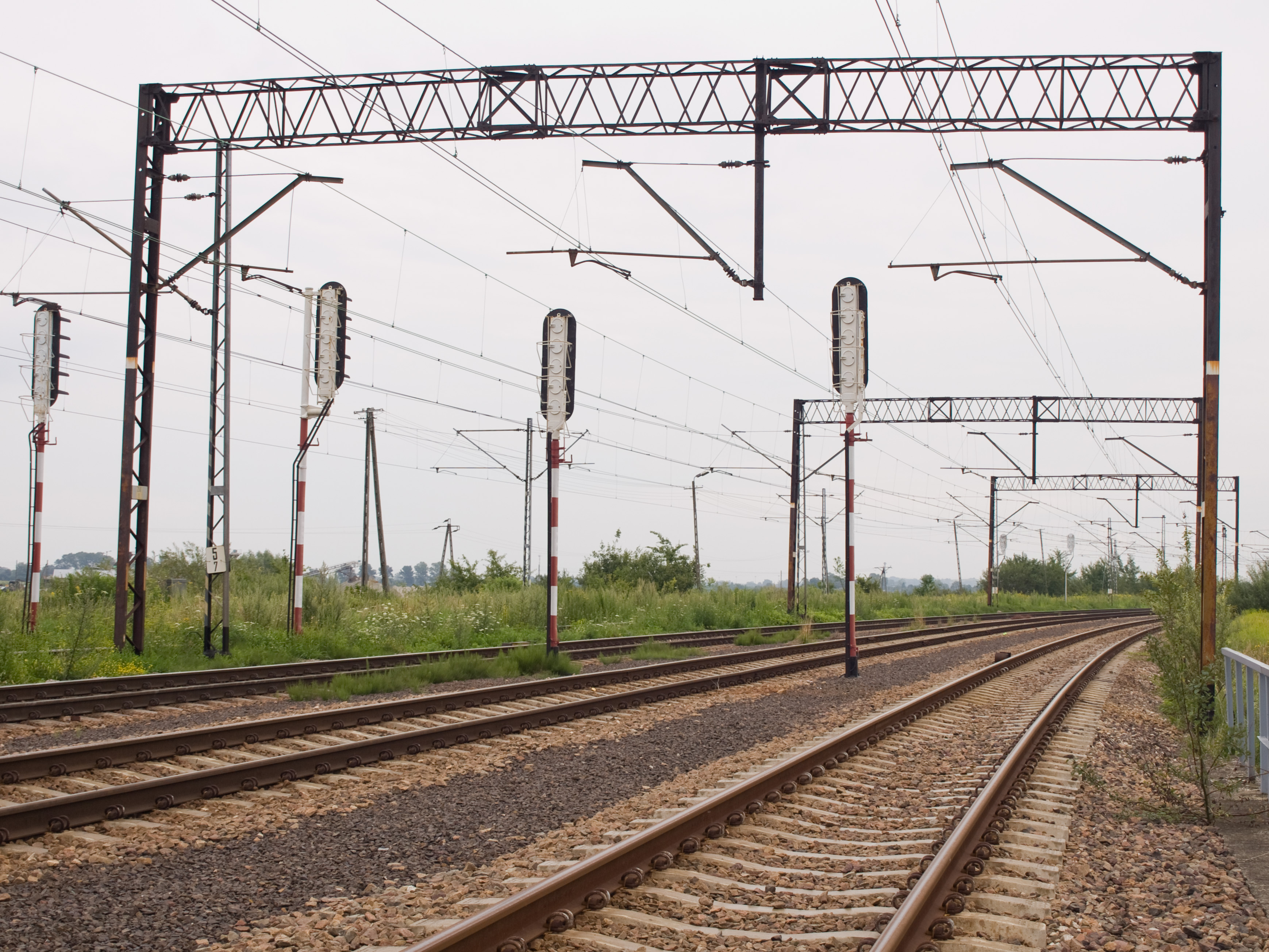
Widok ze stacji Hurko w stronę Medyki